# Calisto
Calisto är ett släkte av fjärilar. Calisto ingår i familjen praktfjärilar.

## Bildgalleri

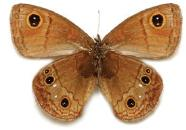
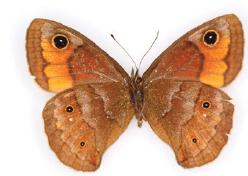
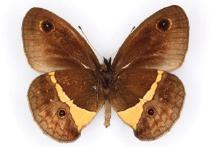
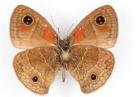
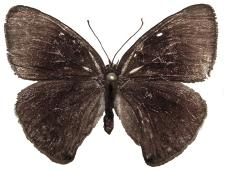
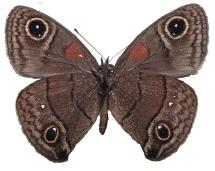

## Dottertaxa tillCalisto, i alfabetisk ordning[1]
- Calisto agnes
- Calisto apollinis
- Calisto arcas
- Calisto archebates
- Calisto batesi
- Calisto bradleyi
- Calisto brunneri
- Calisto chrysaoros
- Calisto confusa
- Calisto darlingtoni
- Calisto debarriera
- Calisto delos
- Calisto eleleus
- Calisto grannus
- Calisto herophile
- Calisto hysius
- Calisto loxias
- Calisto lyceius
- Calisto micheneri
- Calisto montana
- Calisto muripetens
- Calisto nubila
- Calisto obscura
- Calisto parsoni
- Calisto pulchella
- Calisto sibylla
- Calisto smintheus
- Calisto sybilla
- Calisto tenebrosa
- Calisto tragius
- Calisto zangis